# Água Fria de Goiás
Água Fria de Goiás este un oraș în Goiás (GO), Brazilia. 